# Sonny Fortune
Sonny Fortune (født 19. maj 1939 i Philadelphia Pennsylvanien, død 25. oktober 2018) var en amerikansk jazzsaxofonist og fløjtenist.
Fortune har spillet med mange af jazzens betydningsfulde musikere såsom Elvin Jones, McCoy Tyner, Miles Davis, Buddy Rich, George Benson, Oliver Nelson, Rashied Ali, Alphonse Mouzon og Nat Adderley.
Han har indspillet en del plader med sine egne grupper fra 1974 til sin død.